# Jean-Michel Cousteau
Jean-Michael Cousteau (Tolón, 6 de mayo de 1938) es un explorador, ambientalista, educador y productor de cine francés. Es hijo del renombrado explorador marino Jacques-Yves Cousteau. 

## Trayectoria
En 1945 a la edad de 7 años se sumerge por primera vez utilizando un equipo aqua-lung. Posteriormente estudia arquitectura y se incorpora a la sociedad Cousteau de su padre, siendo vicepresidente ejecutivo por veinte años. En el año 1993 comienza a producir películas sobre el medio ambiente por su cuenta, lo que le lleva a tener diferencias con su padre ya que abre un centro turístico en una Isla de Fiyi utilizando el nombre de la familia, por este tema Jacques-Yves Cousteau presenta una demanda en su contra en 1995.
En junio de 1996, un juez mediante orden judicial le obliga a añadir, su nombre al del hotel. Jean-Michel en 1999 funda la Sociedad Ocean Futures, una organización de conservación marina y educación que promueve una ética de conservación, realiza investigaciones y desarrolla programas de educación marina. 
En el 2003, asociado con el GRUPO SKE, colabora para producir Cultura del Agua, una publicación sobre los problemas del suministro de agua en Estados Unidos. En el 2010 realiza un documental sobre la épica y el desastroso derrame de petróleo del Golfo, en el que 11 trabajadores murieron como consecuencia de la explosión de la plataforma Deepwater, a 50 millas de la costa de Luisiana.

## Producción de películas y apariciones
Jean Cousteau ha producido más de 70 películas.  Apareció en una edición especial documental de la película de Bob Esponja de Stephen Hillenburg  para explicar las contrapartes de la vida real de las criaturas marinas que son los protagonistas de la serie de dibujos animados. 
Más tarde realiza una función similar para Disney/ Pixar en Buscando a Nemo. En la versión de Disney en DVD de la película de Pixar Buscando a Nemo, Jean-Michael Cousteau hace una aparición interactuando con los personajes de la película, Marlin, Nemo y Dory, esta aparición es para promover un mejor control de la contaminación, en este caso se muestran vídeos de arrecifes de coral enfermo.  
En el año 2006, Cousteau y un equipo de investigación filman un documental a lo largo del Río Amazonas. El documental es un registro realizado por Jean-Michel y su padre sobre los cambios irreversibles que ha sufrido el ambiente de la cuenca del Amazonas en los últimos 25 años. 
En el 2006 el documental de Cousteau Voyage a Kure, inspira al presidente de Estados Unidos George W. Bush a proteger el Monumento Nacional marino de Papahānaumokuākea convirtiéndolo con sus 360.000 km² de aguas oceánicas, islas y atolones en una de las mayores  áreas marinas protegidas en el mundo.